# Dicranomyia connectans
Dicranomyia connectans är en tvåvingeart som beskrevs av Alexander 1920. Dicranomyia connectans ingår i släktet Dicranomyia och familjen småharkrankar. Inga underarter finns listade i Catalogue of Life.